# Hendrik van der Linde
Hendrik Diederik van der Linde (ur. 4 stycznia 1932 w Randfontein, zm. 3 lipca 2003 tamże) – południowoafrykański bokser, uczestnik igrzysk olimpijskich w 1952, na których odpadł w drugiej rundzie w wadze półśredniej, co dało mu 9. miejsce w klasyfikacji końcowej. Ponadto zajął trzecie miejsce na Igrzyskach Imperium Brytyjskiego i Wspólnoty Brytyjskiej 1954.

## Wyniki na igrzyskach olimpijskich
Na podstawie
- I runda:  Hendrik van der Linde –  Anwar Pasha Turki – techniczny nokaut w pierwszej rundzie
- II runda:  Hendrik van der Linde –  Siergiej Szczerbakow – nokaut w drugiej rundzie